# Koho chtějí bohové zničit
Koho chtějí bohové zničit (v anglickém originále Whom Gods Destroy) je čtrnáctý díl třetí řady seriálu Star Trek. Premiéra epizody v USA proběhla 3. ledna 1969, v České republice 18. července 2003.

## Příběh
Píše se hvězdné datum 5718.3 a USS Enterprise NCC-1701, vlajková loď Spojené federace planet, pod vedením kapitána Jamese T. Kirka doráží na planetu Elba II, kde se nachází trestanecká kolonie Federace. Kapitán a první důstojník Spock se transportují do kolonie, aby předali nový přípravek pro použití na zbylých patnácti trestancích.
Po transportu jsou uvítání ředitelem kolonie Donaldem Corym. Mezi poslední přírůstky v kolonii patří také bývalý kapitán flotily Garth. Kirk pamatuje jeho spisy jako povinnou četbu ještě na akademii a rád by jej viděl. Když je ale ředitel přivede k jeho cele, Spock a Kirk tam vidí pravého Coryho. Dosavadní se promění na Gartha a otevře ostatní cely vězňů. Zavře Kirka i Spocka do cely a seznamuje je s plánem zotročit lidstvo, ale pro začátek bude potřebovat Enterprise. Kirk oponuje, že jeho lidé s ním nebudou spolupracovat, ale Garth se promění na přesnou kopii Kirka a ubezpečuje ho, že to nehrozí. Když trestanci odejdou do řídící místnosti, Kirk se ptá správce kolonie, jak Garth utekl a kde získal schopnost přeměny. Cory vysvětluje, že se naučil od jedné rasy její dovednost přeměny buněk za účelem uzdravení zranění. Netušili, že tuto schopnost umí využít k přeměně na jinou osobu, dokud tak neučinil pro svoje osvobození. Kolem planety je stálé silové pole, které nedovolí použít transportér, dokud je aktivní. Tak museli všichni čekat na první loď, kterou se stala Enterprise. Mezitím se Garth jako kapitán Kirk snaží dostat na loď. Je zaskočen, když mu Scotty položí kontrolní otázku „Dáma na úroveň tři.“ Přerušuje komunikaci a je mu jasné, že bez Kirka se z planety nedostane. Scottymu je samozřejmě podivné, že kapitán neznal správnou odpověď a nechává připravit bezpečnostní skupinu u transportní místnosti. Dokud bude silové pole zapnuté, nebude možné nikoho poslat na povrch, ani obráceně.
Garth zkouší mučit Coryho a poté i kapitána, ale správnou odpověď se nedozvídá. Martha, mimozemská žena, chová ke Kirkovi jistou náklonnost a tak přesvědčuje Gartha, aby nikoho už nemučil, protože získá od kapitána odpověď bez násilí. Při rozhovoru na pokoji se jej však Martha pokusí zabít. Spock jí v tom zabrání a spolu s kapitánem se dostanou do řídící místnosti. Kirk však něco tuší a chce, aby sám první důstojník odpověděl na kontrolní otázku. Ukazuje se, že jde opět o Gartha. Garth se nechává oslovovat titulem lord, sestavuje provizorní trůn a jmenuje Kirka svým dědicem. Aby kapitána přesvědčil, nechává vyvést Marthu ven do nedýchatelného prostředí a odpaluje výbušninu na jejím náhrdelníku. Spockovi se daří uniknout z cely, ale když dorazí do řídící místnosti, nachází tam dva identické kapitány Kirky. Chvilku na to se strhne mezi kapitány boj. Spock si vybírá na základě prohlášení jednoho z nich, že pokud chce střílet, musí střelit oba dva, aby zajistil bezpečnost Enterprise. Následně nechává na stanici povolat bezpečnostní družstvo.
Později Cory s Dr. McCoyem dávají trestancům novou látku, kterou přivezla Enterprise. Ihned po aplikaci se Garth probouzí z omámení, vůbec si Kirka nepamatuje a působí klidným dojmem. Spock pak kapitánovi vysvětluje, kterak je od sebe rozpoznal, když s Garthem vypadali úplně stejně, až opět Kirka svou upřímností zaskočí. Ten jenom dodá, že nechat se udeřit do hlavy a pak celou věc vyřešit určitě nebude patřit k Šalamounovým odkazům.